# Chlorochaeta rhodolopha
Chlorochaeta rhodolopha är en fjärilsart som beskrevs av Louis Beethoven Prout 1915. Chlorochaeta rhodolopha ingår i släktet Chlorochaeta och familjen mätare. Inga underarter finns listade i Catalogue of Life.